# Epophthalmia
Epophthalmia a chi chuồn chuồn ngô thuộc họ Macromiidae.

## Các loài
Chi có các loài sau:

- Epophthalmia australis Hagen, 1867
- Epophthalmia elegans (Brauer, 1865) - Regal Pond Cruiser[2]
- Epophthalmia frontalis Selys, 1871
- Epophthalmia kuani Jiang, 1998
- Epophthalmia vittata Burmeister, 1839
- Epophthalmia vittigera (Rambur, 1842)